# Naprepa cyllota
Naprepa cyllota är en fjärilsart som beskrevs av Druce 1887. Naprepa cyllota ingår i släktet Naprepa och familjen silkesspinnare. Inga underarter finns listade i Catalogue of Life.